# Harald Stegemann
Harald Stegemann (* 20. Dezember 1953 in Greifswald) ist ein deutscher Chemiker und Politiker (Die Linke). Er war Umweltstaatssekretär in Mecklenburg-Vorpommern.

## Biografie
Stegemann studierte nach dem Abitur von 1974 bis 1979 Chemie an der Ernst-Moritz-Arndt-Universität Greifswald. Nach dem Diplom war  er von 1979 bis 1995 als wissenschaftlicher Assistent an der Universität Greifswald tätig. Während dieser Zeit wurde er mit einer Arbeit "Über die Palladium-katalysierte Oligomerisierung von Isopren" zum Dr. rer. nat promoviert. 1990 habilitierte er sich für das Lehrgebiet Allgemeine und Anorganische Chemie mit einer Arbeit "Über die Darstellung, Strukturcharakterisierung und elektrische Leitfähigkeit von Verbindungen und Mischungen mit hohem Jodgehalt".
Von 1995 bis 1998 war Stegemann wissenschaftlicher Mitarbeiter der PDS-Landtagsfraktion für die Bereiche Umwelt-, Verkehrs- und Energiepolitik. Im November 1998 übernahm  er die Leitung des Ministerbüros des Umweltministers Wolfgang Methling (Linke) in Mecklenburg-Vorpommern. Von Juni 2002 bis 2003 leitete er das Landesamt für Umwelt und Natur (LAUN) in Ueckermünde.
Von Januar 2003 bis November 2006 war er Staatssekretär und Vertreter von Umweltminister Wolfgang Methling.
Er war dann von Juni 2007 bis August 2019 Direktor des  Landesamts für Umwelt, Naturschutz und Geologie Mecklenburg-Vorpommern (LUNG) in Güstrow.
Stegemann war mit Marga Stegemann, geb. Eggebrecht, verheiratet. Der Ehe entstammen drei Töchter. Seit 2010 ist er verwitwert und lebt seit 2018 in einer neue Beziehung.